# 切爾韋尼科斯泰萊茨

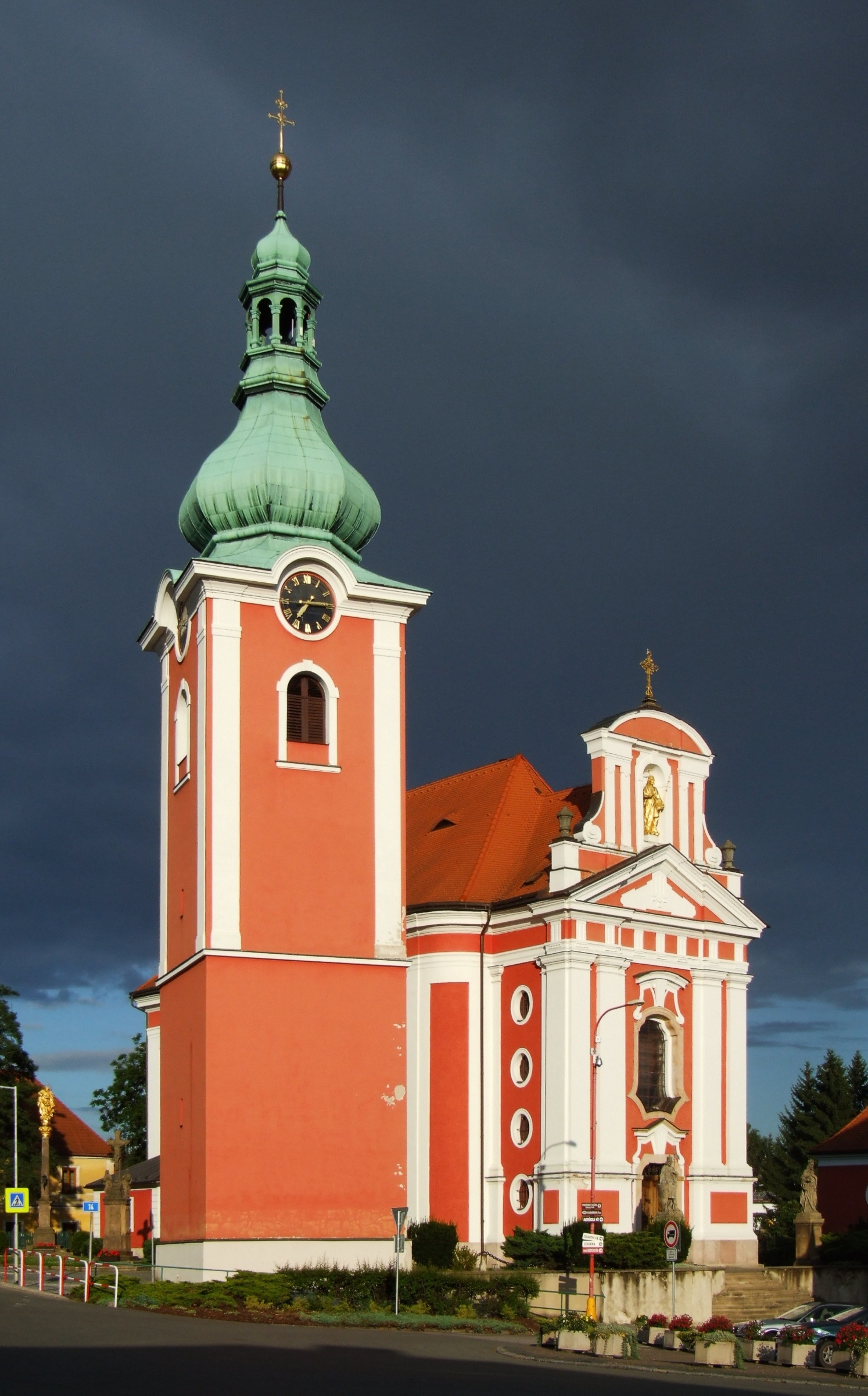

切爾韋尼科斯泰萊茨是捷克的城鎮，位於該國北部，距離納霍德8公里，由赫拉德茨-克拉洛韋州負責管轄，面積24.06平方公里，海拔高度414米，2012年人口為8,535。

## 外部連結
- Municipal website （页面存档备份，存于） （捷克文）
- virtual show（页面存档备份，存于）